# Passaporte austríaco
O passaporte austríaco é o documento de viagem que identifica um nacional austríaco perante as autoridades de outros países, permitindo a anotação de entrada e saída pelos portos, aeroportos e vias de acesso internacionais. Permite também conter os vistos de autorização de entrada. Os cidadãos austríacos podem usar, além disso, seus documentos de identidade para ingressar nos países signatários do Acordo de Schengen.

## História
Antes da Áustria entrar para a União Europeia em 1995, os passaportes tinham a cor verde escuro.

## Aparência física
Os passaportes austríacos compartilham o layout padrão dos passaportes da União Europeia, de cor Borgonha. A capa é ilustrada com o Brasão de armas da Áustria no centro. A palavra Reisepass, "Passaporte" em alemão, está inscrita abaixo do brasão, enquanto a palavra Europäische Union e Republik Österreich, "União Europeia" e "República da Áustria" em alemão respectivamente, está acima. Antes do país aderir à União Europeia, os passaportes tinham uma capa verde.

### Diferentes grafias do mesmo nome no documento
Nomes em alemão contendo umlauts (ä, ö, ü) e/ou ß são grafados da forma correta na zona não legível por máquina do passaporte, mas com uma simples vogal + E e/ou SS na zona de leitura óptica. Por exemplo, Müller vira MUELLER, Groß vira GROSS, e Gößmann vira GOESMANN.
Os passaportes austríacos podem (mas nem sempre) conter uma explicação trilíngue (em alemão, inglês e francês) dos trema e ß alemães, por exemplo 'ß' entspricht / is equal to / correspond à 'SS'.

## Portar um segundo passaporte
A Áustria permite que seus cidadãos portem um segundo passaporte austríaco para contornar certas restrições de viagem (por exemplo, alguns países árabes não permitem a entrada de passaportes com carimbos israelenses, por exemplo, Bahrein, Iraque (exceto Curdistão iraquiano), Omã, Mauritânia e Emirados Árabes Unidos).
A posse de um passaporte austríaco e passaporte estrangeiro ao mesmo tempo, ou seja, dupla cidadania, é restrita pela lei de nacionalidade austríaca atual.

## Galeria de passaportes

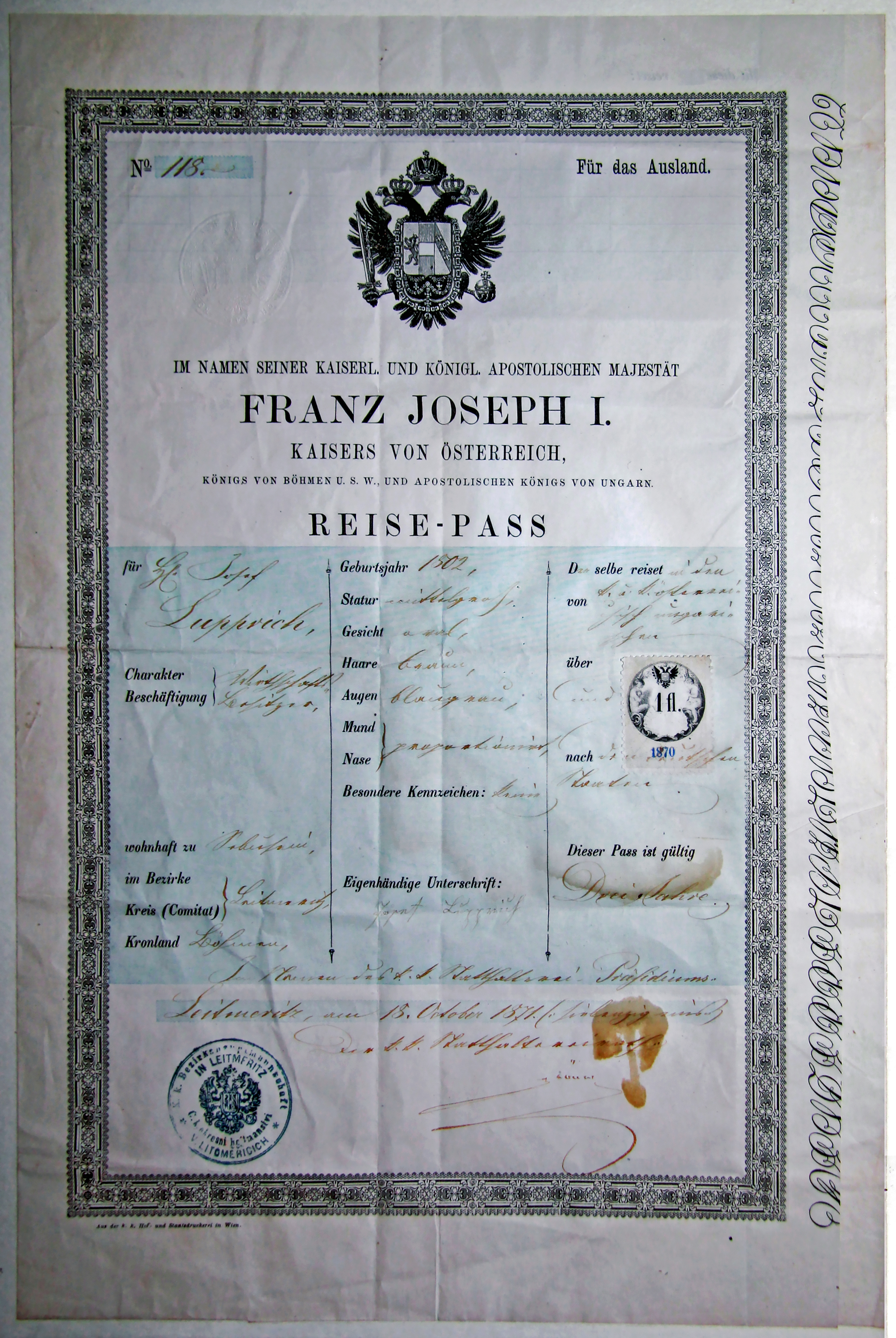
Passaporte do Império Austro-Húngaro emitido na Boêmia em 1871
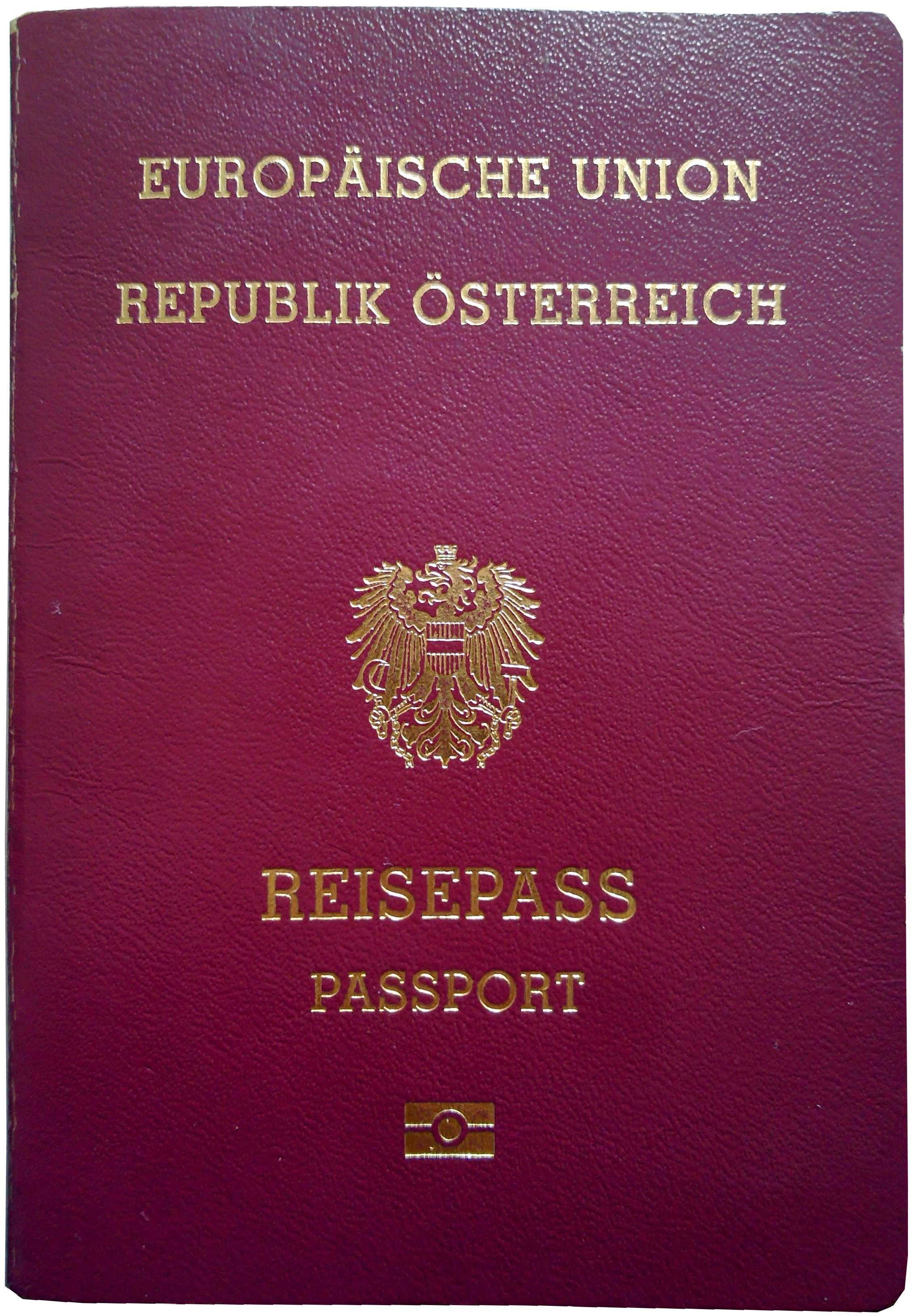
Capa do passaporte austríaco
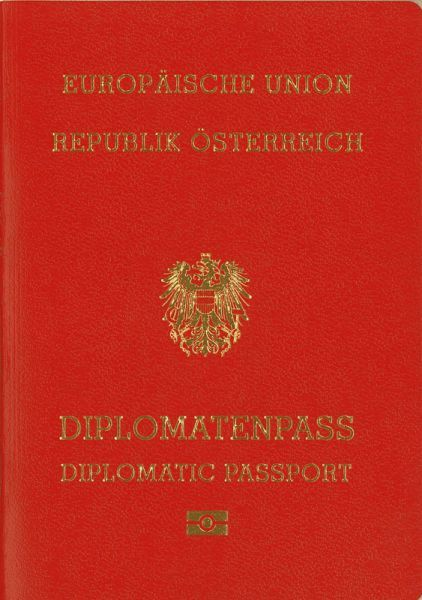
Passaporte diplomático
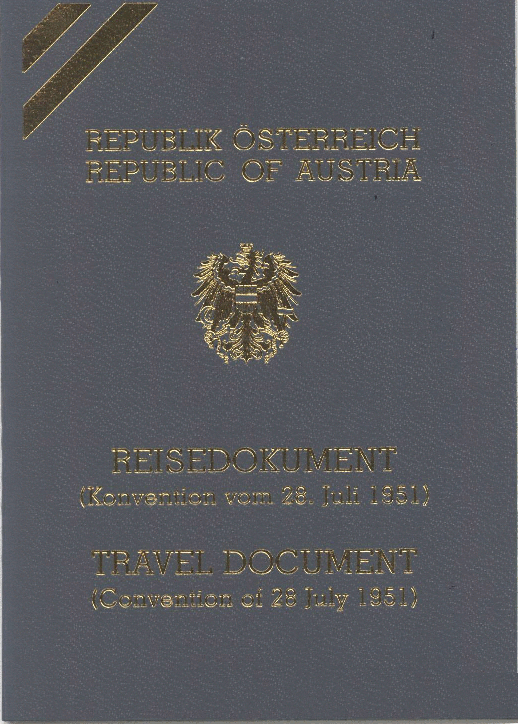
Documento de viagem para refugiados da Convenção de Genebra de 1951